# Phyllomedusidae
Phyllomedusidae es un clado de anfibios anuros endémicos de América, distribuyéndose desde México hasta Argentina. Contiene 8 géneros y 60 especies, hasta hace poco pertenecientes a la subfamilia Phyllomedusinae de la familia Hylidae.

## Géneros
Se reconocen las siguientes según ASW:
- Agalychnis Cope, 1864
- Callimedusa Duellman, Marion & Hedges, 2016
- Cruziohyla Faivovich, Haddad, Garcia, Frost, Campbell & Wheeler, 2005
- Hylomantis Peters, 1873
- Phasmahyla Cruz, 1991
- Phrynomedusa Miranda-Ribeiro, 1923
- Phyllomedusa Wagler, 1830
- Pithecopus Cope, 1866